# Geoffrey K. Pullum
Geoffrey K. Pullum (Irvine, 8 de março de 1945) é um linguista e cientista da computação britânico, professor da Universidade de Edimburgo. Doutor pela Universidade de Londres, foi eleito para a Academia de Artes e Ciências dos Estados Unidos.
Pullum foi co-autor da The Cambridge Grammar of the English Language, extensa gramática do inglês publicada pela Universidade de Cambridge. Ele também foi editor da Language Log e da The Chronicle of Higher Education.

## Obras
- Pullum, Geoffrey K. (1979). Rule interaction and the organization of a grammar. Outstanding dissertations in linguistics. New York: Garland. ISBN 0824096681.
- Gazdar, Gerald; Klein, Ewan; Pullum, Geoffrey K.; Sag, Ivan A. (1985). Generalized phrase structure grammar. Basil Blackwell, Oxford. ISBN 0-631-13206-6
- Pullum, Geoffrey K., and Ladusaw, William A. (1986). Phonetic Symbol Guide, University of Chicago Press. ISBN 0226685314, ISBN 0226685322
- Pullum, Geoffrey K. (1991). The Great Eskimo Vocabulary Hoax and Other Irreverent Essays on the Study of Language, University of Chicago Press. ISBN 0-226-68534-9. (See also Eskimo words for snow)
- Huddleston, Rodney D., and Pullum, Geoffrey K. (2002). The Cambridge Grammar of the English Language, Cambridge University Press. ISBN 0-521-43146-8
- Huddleston, Rodney D., and Pullum, Geoffrey K. (2005). A Student's Introduction to English Grammar, Cambridge University Press. ISBN 0-521-61288-8
- Liberman, Mark, and Pullum, Geoffrey K. (2006). Far from the Madding Gerund and Other Dispatches from the Language Log, William, James & Company. ISBN 1-59028-055-5
- Pullum, Geoffrey K. (2018). Linguistics: Why it matters. Cambridge: Polity. ISBN 9781509530762